# Jürg Plüss
Jürg Plüss (* 1972 in Untervaz) ist ein Schweizer Schauspieler.

## Leben
Jürg Plüss machte zunächst eine Ausbildung zum Bahnbetriebsdisponenten bei der Rhätischen Bahn und hatte anschliessend diverse Jobs. Er wandte sich dann der Schauspielerei zu und absolvierte von 1999 bis 2001 seine Schauspielausbildung an der European Film Actor School  (EFAS) in Zürich. 2002 besuchte er das Diplomseminar bei Dominik Graf.
Er arbeitet als Schauspieler an freien Bühnen in Deutschland und der Schweiz. Nach seiner Ausbildung hatte er zahlreiche Theaterengagements an staatlichen Bühnen und bei freien Theaterproduktionen in Deutschland und der Schweiz. Er trat u. a. beim «Theater Shedhalle» in der Roten Fabrik Zürich (2002), beim Theaterspektakel Schaffhausen (2003), am Schauspielhaus Zürich (2003), im Graf-Zeppelin-Haus in Friedrichshafen (2003; als Milchmann in der Kinderoper «Brundibar»), an der Komödie Winterhuder Fährhaus (Spielzeit 2004/05), bei der Vagantenbühne Berlin (Spielzeit 2004/05), im Ramones-Musical «Gabba Gabba Hey!» im Columbiaclub Berlin (2005), in den Sophiensælen Berlin (2006/2007), im Hebbel am Ufer (2007/2008), im Kulturzentrum KiFF in Aarau (2010/11), im Schlachthaustheater Bern (2012–2015), im Kleintheater Luzern (Spielzeit 2014/15 und 2016), in der Kaserne Basel (2016) und im Kulturhaus Uster (2017) auf.
Seit 2010 ist Jürg Plüss festes Mitglied am Splätterlitheater Luzern. 2017 trat er in der Südpol-Halle in Luzern mit dem Splätterlitheater Luzern in einer modernen Puppentheaterfassung des Shakespeare-Klassikers «Titus Andronicus» auf.
Plüss arbeitet auch für das Kino, den Film und das Fernsehen. Er hatte Nebenrollen in den Kinofilmen «Der Baader Meinhof Komplex» (2008, als BKA-Mitarbeiter) und «Der letzte Weynfeldt» (2010, als Barmann) sowie in Bernd Fischerauers Dokudrama «Die Konterrevolution» (2011, als Admiral Wilhelm Canaris).
In der Schweizer Fernsehreihe «Die Schweizer» (2013) spielte er eine Nebenrolle als Landammann von Unterwalden. Im Tatort «Kleine Prinzen» (Erstausstrahlung: März 2016) hatte er eine Nebenrolle als tatverdächtiger Kunstlehrer Matthias Fischer. In der 4. Staffel der Schweizer Fernsehserie «Der Bestatter» (Ausstrahlung ab Januar 2016) hatte er eine durchgehende Seriennebenrolle; er spielte Patrick Gruber, den Inhaber eines Ladens für Vintage-Möbel in Aarau, der den Einsiedler Schwarzkittel für den Tod seiner Frau verantwortlich macht. Im November 2017 war er in der ZDF-Fernsehserie «Notruf Hafenkante» in einer Episodenhauptrolle zu sehen; er spielte Oskar Politz, den tatverdächtigen Kompagnon einer Hamburger Speditionsfirma. In der ZDF-Krimireihe «Marie Brand» spielte er in dem Film «Marie Brand und der Duft des Todes» (Erstausstrahlung: März 2018) den alleinerziehenden, „finanziell angeschlagenen“ Falk Ziegler, der sich dazu überreden lässt, an einem Bankraub teilzunehmen. In der 18. Staffel der ZDF-Serie «SOKO Leipzig» (2019) übernahm Plüss eine der Episodenrollen als aggressiver Hartz IV-Empfänger und Sohn einer verstorbenen Rentnerin. In der ZDF-Serie «Letzte Spur Berlin» (2021) spielte Plüss in einer dramatischen Episodenhauptrolle den Lebensgefährten einer verschwundenen Chef-Croupière und vermeintlichen Vater ihres 14-jährigen Sohnes.
Nebst seiner Tätigkeit als Schauspieler ist er auch Schlagzeuger bei «Larry Bang Bang y los Güeros». Plüss ist Mitglied im Berufsverband «Schweizer Syndikat Film und Video». Er lebt mit seiner Familie in Zürich und Berlin.

## Filmografie (Auswahl)
- 2003: Fotostar (Kurzfilm; Diplomfilm der Hochschule für Gestaltung Zürich)
- 2003: Deuteronomium – Der Tag des jüngsten Gerichts (Independentfilm)
- 2003: Lüthi und Blanc (Fernsehserie)
- 2007: R. I. S. – Die Sprache der Toten: Königin der Nacht (Fernsehserie, eine Folge)
- 2008: Der Baader Meinhof Komplex (Kinofilm)
- 2008: Tag und Nacht (Fernsehserie)
- 2010: Im Schatten des Pferdemondes (Fernsehfilm)
- 2010: Der letzte Weynfeldt (Kinofilm)
- 2011: Konterrevolution – Der Kapp-Lüttwitz-Putsch 1920 (Fernsehfilm)
- 2012: Puppe, Icke & der Dicke[11] (Kinofilm)
- 2013: Pappkameraden (Kurzfilm)
- 2013: Die Schweizer: Werner Stauffacher – Die Schlacht am Morgarten (Fernsehreihe)
- 2013: Die roten Schuhe (Kurzfilm)
- 2014: Vaterjagd (Fernsehfilm)
- 2016: Der Bestatter (Fernsehserie, Serienrolle)
- 2016: Tatort: Kleine Prinzen (Fernsehreihe)
- 2017: Ellas Baby (Fernsehfilm)
- 2017: Notruf Hafenkante: Notwehr (Fernsehserie, eine Folge)
- 2018: Marie Brand und der Duft des Todes (Fernsehreihe)
- 2018: Mario (Kinofilm)
- 2019: Hand in Hand (Kurzfilm)
- 2019: SOKO Leipzig: Tief im Herzen (Fernsehserie, eine Folge)
- 2019: Seitentriebe (Fernsehserie, 8 Folgen)
- 2019: Fensterlos (Kurzfilm)
- 2021: Tatort: Heile Welt (Fernsehreihe)
- 2021: Letzte Spur Berlin: Rückkehr (Fernsehserie, eine Folge)
- 2021: Nord Nord Mord (Fernsehreihe) – Sievers und die Stille Nacht
- 2022: Friesland: Prima Klima